# Torneig d'escacs Hoogovens Wijk aan Zee 1985
El Torneig d'escacs Hoogovens Wijk aan Zee 1985 va ser la 47a edició del Torneig de Wijk aan Zee Chess. Es va celebrar a Wijk aan Zee el gener de 1985. El torneig el va guanyar Jan Timman.
|    | Jugador                              | Ràting | 1 | 2               | 3               | 4               | 5               | 6               | 7               | 8               | 9               | 10              | 11              | 12              | 13              | 14              | Total | Perf. | Posició |
| -- | ------------------------------------ | ------ | - | --------------- | --------------- | --------------- | --------------- | --------------- | --------------- | --------------- | --------------- | --------------- | --------------- | --------------- | --------------- | --------------- | ----- | ----- | ------- |
| 1  | Jan Timman (Països Baixos)           | 2650   |   | ½               | 1               | ½               | ½               | 1               | 1               | ½               | ½               | ½               | ½               | 1               | ½               | 1               | 9     | 2689  | 1       |
| 2  | John Nunn (Anglaterra)               | 2615   | ½ | Does not appear | 1               | ½               | ½               | 0               | 1               | ½               | 1               | ½               | ½               | ½               | ½               | 1               | 8     | 2637  | 2–3     |
| 3  | Alexander Beliavsky (Unió Soviètica) | 2635   | 0 | 0               | Does not appear | ½               | ½               | 1               | ½               | 1               | ½               | 1               | ½               | ½               | 1               | 1               | 8     | 2636  | 2–3     |
| 4  | Kiril Georgiev (Bulgaria)            | 2535   | ½ | ½               | ½               | Does not appear | ½               | ½               | 1               | ½               | 1               | 0               | ½               | ½               | 1               | ½               | 7½    | 2614  | 4       |
| 5  | Lajos Portisch (Hongria)             | 2635   | ½ | ½               | ½               | ½               | Does not appear | ½               | 0               | ½               | 1               | 0               | 1               | ½               | 1               | ½               | 7     | 2578  | 5       |
| 6  | Oleg Romanishin (Unió Soviètica)     | 2570   | 0 | 1               | 0               | ½               | ½               | Does not appear | ½               | ½               | ½               | ½               | 1               | ½               | ½               | ½               | 6½    | 2554  | 6–9     |
| 7  | Eric Lobron (RFA)                    | 2505   | 0 | 0               | ½               | 0               | 1               | ½               | Does not appear | 1               | 1               | 1               | ½               | 0               | ½               | ½               | 6½    | 2559  | 6–9     |
| 8  | Hans Ree (Països Baixos)             | 2455   | ½ | ½               | 0               | ½               | ½               | ½               | 0               | Does not appear | 0               | 1               | ½               | 1               | ½               | 1               | 6½    | 2563  | 6–9     |
| 9  | Viktor Korchnoi (Suïssa)             | 2630   | ½ | 0               | ½               | 0               | 0               | ½               | 0               | 1               | Does not appear | ½               | 1               | 1               | 1               | ½               | 6½    | 2549  | 6–9     |
| 10 | Kevin Spraggett (Canadà)             | 2560   | ½ | ½               | 0               | 1               | 1               | ½               | 0               | 0               | ½               | Does not appear | ½               | ½               | ½               | 0               | 5½    | 2498  | 10–11   |
| 11 | Ľubomír Ftáčnik (Txecoslovàquia)     | 2545   | ½ | ½               | ½               | ½               | 0               | 0               | ½               | ½               | 0               | ½               | Does not appear | ½               | ½               | 1               | 5½    | 2499  | 10–11   |
| 12 | John van der Wiel (Països Baixos)    | 2500   | 0 | ½               | ½               | ½               | ½               | ½               | 1               | 0               | 0               | ½               | ½               | Does not appear | ½               | 0               | 5     | 2472  | 12–13   |
| 13 | Gert Ligterink (Països Baixos)       | 2450   | ½ | ½               | 0               | 0               | 0               | ½               | ½               | ½               | 0               | ½               | ½               | ½               | Does not appear | 1               | 5     | 2476  | 12–13   |
| 14 | Sergey Kudrin (Estats Units)         | 2485   | 0 | 0               | 0               | ½               | ½               | ½               | ½               | 0               | ½               | 1               | 0               | 1               | 0               | Does not appear | 4½    | 2450  | 14      |